# Leichtathletik-Länderkampf der Frauen 1938 Deutschland – Polen
| 9. Leichtathletik-Länderkampf mit deutscher Beteiligung 1938 | 9. Leichtathletik-Länderkampf mit deutscher Beteiligung 1938 |               |
| ------------------------------------------------------------ | ------------------------------------------------------------ | ------------- |
|                                                              |                                                              |               |
| Ländervergleich der Frauen: Deutschland – Polen              |                                                              |               |
| Austragungsort                                               | Bromberg                                                     |               |
| Wettbewerbe                                                  | 9                                                            |               |
| Datum                                                        | 14. August 1938                                              |               |
| 1. GER 2. POL                                                | 59 Punkte 40 Punkte                                          |               |
| Chronik                                                      |                                                              |               |
| ← BEL-GER (M)                                                | NLD-GER (M) →                                                | NLD-GER (M) → |

Den neunten Vergleich des Länderkampfjahres 1938 trugen die Frauen am 14. August gegen Polen aus. Am selben Wochenende fanden parallel auch zwei Begegnungen deutscher Männerteams gegen die USA in Berlin und gegen Belgien in Brüssel statt. Zum dritten Mal gab es das Aufeinandertreffen mit den Leichtathletinnen aus Polen, das in diesem Jahr im damaligen Bromberg, dem heute polnischen Bydgoszcz, ausgetragen wurde.

## Wettbewerbe und Modus
Auf dem Programm standen dieselben neun Wettbewerbe wie in der Begegnung der Leichtathletinnen mit den Niederlanden am 10. Juli. Es handelte sich dabei um das komplette damalige Programm in der Frauen-Leichtathletik abgesehen vom Mehrkampf, der zum Beispiel bei Deutschen-Leichtathletikmeisterschaften in Form eines Dreikampfs durchgeführt wurde. Erst in den 1950er Jahren gab es einige wenige Veranstaltungen, in denen eine Mittelstrecke oder ein Fünfkampf angeboten wurde. In den Einzeldisziplinen wurde nach dem später standardisierten System gewertet. Die siegreiche Staffel erhielt sieben Punkte gegenüber vier Punkten für das Team auf Rang zwei.

## Ergebnis
Die beiden Sprintwettbewerbe, die 4-mal-100-Meter-Staffel und den Weitsprung entschieden Polens Sportlerinnen dank der überragenden Stanisława Walasiewicz für sich, die anderen fünf Disziplinen gingen an Deutschland. Damit lag Deutschland in der Gesamtwertung auch im dritten Vergleich mit diesen Gegnerinnen wieder vorn. Mit 59 zu vierzig Punkten endete die Begegnung.

## Resultate

### 100 m
| Platz | Athletin               | Land | Zeit (s) |
| ----- | ---------------------- | ---- | -------- |
| 1     | Stanisława Walasiewicz | POL  | 12,5     |
| 2     | Käthe Krauß            | GER  | 12,9     |
| 3     | Emmy Albus             | GER  | 13,0     |
| 4     | Barbara Książkiewicz   | POL  | 13,4     |

### 200 m
| Platz | Athletin               | Land | Zeit (s) |
| ----- | ---------------------- | ---- | -------- |
| 1     | Stanisława Walasiewicz | POL  | 24,6     |
| 2     | Käthe Krauß            | GER  | 24,0     |
| 3     | Dorle Voigt            | GER  | 25,0     |
| 4     | Jadwiga Gawrońska      | POL  | 26,8     |

### 80 m Hürden
| Platz | Athletin              | Land | Zeit (s) |
| ----- | --------------------- | ---- | -------- |
| 1     | Lisa Gelius           | GER  | 11,9     |
| 2     | Anny Spitzweg         | GER  | 12,1     |
| 3     | Franciszka Romanowska | POL  | 13,1     |
| 4     | Małgorzata Felska     | POL  | 13,2     |

### 4 × 100 m Staffel
| Platz | Besetzung       | Land                                                                          | Zeit (s) |
| ----- | --------------- | ----------------------------------------------------------------------------- | -------- |
| 1     | Polen           | Barbara Książkiewicz Otylia Kaluzowa Jadwiga Gawrońska Stanisława Walasiewicz | 53,6     |
| 2     | Deutsches Reich | Emmy Albus Lisa Gelius Käthe Krauß Dorle Voigt                                | 54,0     |

### Hochsprung
| Platz | Athletin            | Land | Höhe (m) |
| ----- | ------------------- | ---- | -------- |
| 1     | Dora Ratjen a       | GER  | 1,55     |
| 2     | Gunda Friedrich     | GER  | 1,55     |
| 3     | Leokadia Wiśniewska | POL  | 1,45     |
| 4     | Małgorzata Felska   | POL  | 1,40     |

### Weitsprung
| Platz | Athletin               | Land | Weite (m) |
| ----- | ---------------------- | ---- | --------- |
| 1     | Stanisława Walasiewicz | POL  | 5,81      |
| 2     | Gisela Mauermayer      | GER  | 5,53      |
| 3     | Irmgard Praetz         | GER  | 5,41      |
| 4     | Henryka Słomczewska    | POL  | 5,13      |

### Kugelstoßen
| Platz | Athletin           | Land | Weite (m) |
| ----- | ------------------ | ---- | --------- |
| 1     | Hermine Schröder   | GER  | 14,09     |
| 2     | Gisela Mauermayer  | GER  | 13,25     |
| 3     | Wanda Flakowicz    | POL  | 13,21     |
| 4     | Genowefa Cejzikowa | POL  | 11,49     |

### Diskuswurf
| Platz | Athletin           | Land | Weite (m) |
| ----- | ------------------ | ---- | --------- |
| 1     | Gisela Mauermayer  | GER  | 45,41     |
| 2     | Hilde Sommer       | GER  | 41,72     |
| 3     | Jadwiga Wajs       | POL  | 38,63     |
| 4     | Genowefa Cejzikowa | POL  | 36,06     |

### Speerwurf
| Platz | Athletin        | Land | Weite (m) |
| ----- | --------------- | ---- | --------- |
| 1     | Lisa Gelius     | GER  | 43,60     |
| 2     | Erika Matthes   | GER  | 43,45     |
| 3     | Helena Balcerek | POL  | 36,23     |
| 4     | Wanda Flakowicz | POL  | 32,51     |

## Einzelnachweis
1. ↑  Dora Ratjen, Datenbank olympedia.org (englisch), abgerufen am 31. Mai 2024